# 서울대작전
"서울대작전"(영어: Seoul Vibe)은 2022년 공개된 대한민국의 액션 영화로, 문현성이 감독을 맡았다.

## 제작진

### 등장인물
- 유아인 : 박동욱 역

- 고경표 : 오우삼 역

- 이규형 : 문복남 역

- 박주현 : 박윤희 역

- 옹성우 : 준기 역

- 김성균 : 이현균 역

- 정웅인 : 웅인 역

- 문소리 : 강인숙 역

- 송민호 : 갈치 역

- 오정세 : 안평욱 역

- 춘식 : 쌍뚱이 1 역

- 박규선 : 쌍뚱이 2 역

- 김채은 : 김 비서 역

- 최재훈 : 강 회장 부하 1 역

- 곽은진 : 대관령 아스팔트 역

- 한경미 : 주민 3 역

- 백현진 : 전 장군 역 (특별출연)

- 윤경호 : 윤 소장 역 (특별출연)

- 이세영 : 극장 여직원 역 (특별출연)